# Großsteingräber bei Christianenhof
Die Großsteingräber bei Christianenhof (auch Großsteingräber bei Drüsewitz) waren ursprünglich vier megalithische Grabanlagen der jungsteinzeitlichen Trichterbecherkultur bei Drüsewitz, einem Ortsteil von Selpin im Landkreis Rostock (Mecklenburg-Vorpommern). Heute sind nur noch drei Gräber vorhanden, ein weiteres wurde im späten 19. oder frühen 20. Jahrhundert zerstört.

## Lage
Die Anlagen befinden sich westlich von Drüsewitz-Ausbau und südwestlich des ehemaligen Christianenhof, nahe am Ufer der Recknitz. Das erhaltene Grab Christianenhof 2 liegt etwa 600 m südwestlich des Christianenhofs im Wald. Das Grab Christianenhof 1 lag auf einer Wiese, der exakte Standort ist nicht überliefert. Etwas südlich im Flurstück „Reiherhorst“ befinden sich zwei weitere erhaltene Gräber. Das Grab Christianenhof (Reiherhorst) 1 liegt 280 m südsüdwestlich von Grab Christianenhof 2. Weitere 170 m südlich liegt Grab Christianenhof (Reiherhorst) 2.

## Forschungsgeschichte
Die Gräber sind zwar in wissenschaftlicher Literatur erfasst, aber nie genauer untersucht worden. Erstmals beschrieben wurden sie 1898 von Friedrich Schlie. Robert Beltz zitierte Schlie 1899, übersah dabei jedoch die Nennung der beiden Gräber im Reiherhorst. Dieser Fehler setzte sich fort, sodass auch Ernst Sprockhoff, Ewald Schuldt und Hans-Jürgen Beier nur zwei Gräber bei Christianenhof anführten. Erst bei der Erstellung der Bodendenkmalliste des Landes Mecklenburg-Vorpommern wurden wieder alle drei erhaltenen Gräber aufgenommen.
Die Gräber wurden von verschiedenen Autoren unterschiedlich benannt und nummeriert. Im Folgenden wird das System von Schuldt und für die bei ihm fehlenden Gräber die Bezeichnung bei Schlie übernommen. 
| Schlie                         | Schuldt          | Fundplatz-Nr.    | Anmerkung |
| ------------------------------ | ---------------- | ---------------- | --------- |
| Christianenhof 1               | Christianenhof 2 | Drüsewitz Fpl. 4 | erhalten  |
| Christianenhof 2               | Christianenhof 1 | –                | zerstört  |
| Christianenhof (Reiherhorst) 1 | –                | Drüsewitz Fpl. 2 | erhalten  |
| Christianenhof (Reiherhorst) 2 | –                | Drüsewitz Fpl. 5 | erhalten  |

## Beschreibung

### Die erhaltenen Gräber

#### Grab Christianenhof 2
Grab 2 ist ein rechteckiges kammerloses Hünenbett mit einer Länge von 15 m und einer Breite von 4 m. Zur Orientierung des Betts oder zu einer möglichen Umfassung liegen keine Angaben vor.

#### Grab Christianenhof (Reiherhorst) 1
Das Grab ist nur noch in Resten erhalten. Es liegen mehrere Wand- und Decksteine der Grabkammer verstreut umher. Zu den Maßen und der Orientierung der Anlage liegen keine Angaben vor.

#### Grab Christianenhof (Reiherhorst) 2
Das Grab besitzt ein kleines Hünenbett, dessen Länge mit 4 m und dessen Breite mit 1,5 m angegeben wird. Von der Umfassung ist noch ein Wächterstein erhalten.

### Das zerstörte Grab Christianenhof 1
Die Grabkammer von Grab 1 war nach Schlie bereits Ende des 19. Jahrhunderts zerstört. Angaben zu Ausrichtung, Maßen und Grabtyp liegen nicht vor.